# Lista do Patrimônio Mundial no Suriname
A Organização das Nações Unidas para a Educação, a Ciência e a Cultura (UNESCO) propôs um plano de proteção aos bens culturais do mundo, através do Comité sobre a Proteção do Património Mundial Cultural e Natural, aprovado em 1972. Esta é uma lista do Patrimônio Mundial existente no Suriname, especificamente classificada pela UNESCO e elaborada de acordo com dez principais critérios cujos pontos são julgados por especialistas na área. O Suriname, país de grande diversidade ecológica na região norte da América do Sul, ratificou a convenção em 23 de outubro de 1997, tornando seus locais históricos elegíveis para inclusão na lista.
O sítio Reserva Natural do Suriname Central foi o primeiro local do Suriname incluído na lista do Patrimônio Mundial da UNESCO por ocasião da 24ª Sessão do Comitè do Património Mundial, realizada em Cairns (Austrália) em 2000. Desde a mais recente adesão à lista, o Suriname totaliza 3 sítios classificados como Patrimônio da Humanidade, sendo 2 (dois) deles de classificação Cultural e o outro de classificação natural. 

## Bens culturais e naturais
O Suriname conta atualmente com os seguintes lugares declarados como Patrimônio da Humanidade pela UNESCO:
| | Reserva Natural do Suriname Central |
| Bem natural inscrito em 2000. |                                     |
| Localização: Sipaliwini |                                     |
| Localizada no centro-oeste do Suriname, esta reserva abrange 1.600.000 hectares de floresta primária tropical. Protege a bacia superior do curso do Coppename, bem como as cabeceiras do Grande Rio e dos rios Lucie, Oost, Zuid e Saramaccz. Possui uma gama muito variada de relevos e ecossistemas que são de grande importância para a conservação da natureza, uma vez que seu estado original foi preservado intacto. Suas florestas montanhosas e simples abrigam uma grande variedade de espécies vegetais, tendo catalogado até hoje mais de 5.000 plantas vasculares. Na reserva vivem populações de animais característicos da região como a onça, o tatu gigante, a anta, a preguiça, a lontra gigante e oito tipos de primatas, além de 400 espécies de aves, incluindo a águia-harpa, a arara escarlate e o galo rochoso da Guiana. (UNESCO/BPI) |                                     |

| | Centro Histórico da Cidade de Paramaribo |
| Bem cultural inscrito em 2002. |                                          |
| Localização: Paramaribo |                                          |
| Localizada na costa norte da América do Sul tropical, a antiga cidade colonial holandesa de Paramaribo data dos séculos XVII e XVIII. Seu centro histórico preservou intacto o layout peculiar de suas ruas, bem como edifícios ilustrativos da fusão gradual do estilo arquitetônico holandês com técnicas e materiais nativos. (UNESCO/BPI) |                                          |

| Residências locais em Jodensavanne. | Sítio arqueológico de Jodensavanne: Assentamento Jodensavanne e Cemitério de Cassipora Creek |
| Residências locais em Jodensavanne. | Bem cultural inscrito em 2023. |
| Residências locais em Jodensavanne. | Localização: Pará |
| Residências locais em Jodensavanne. | Situado nas margens do rio Suriname, povoadas por densas florestas, o complexo arqueológico de Jodensavanne, no norte do Suriname, é uma propriedade serial que ilustra as primeiras tentativas de colonização judaica do Novo Mundo. O assentamento de Jodensavanne, fundado na década de 1680, inclui as ruínas do que se acredita ser a primeira sinagoga de relevância arquitetônica na América, juntamente com os cemitérios, as zonas de desembarque de embarcações e um posto militar. O cemitério de Cassipora Creek e as ruínas de um assentamento mais antigo que foi fundado nos anos de 1650. Situados em meio a um território indígena, os assentamentos eram habitados e pertenciam a judeus que viviam ali juntamente com pessoas livres e escravizadas de ascendência africana. Os assentamentos contavam com o acordo de privilégios e imunidades mais amplamente conhecidos do mundo judaico no início da Idade Moderna. (UNESCO/BPI) |

## Lista Indicativa
Em adição aos sítios inscritos na Lista do Patrimônio Mundial, os Estados-membros podem manter uma lista de sítios que pretendam nomear para a Lista de Patrimônio Mundial, sendo somente aceitas as candidaturas de locais que já constarem desta lista. Desde 2023, o Suriname não possui locais na sua Lista Indicativa.